# Who Says (bài hát của Selena Gomez & the Scene)
Who Says là một bài hát của nhóm nhạc Selena Gomez & the Scene, từ album phòng thu thứ ba của họ, When the Sun Goes Down. Bài hát được phát hành dưới dạng đĩa đơn đầu tiên từ album vào ngày 14 tháng 3 năm 2011.

## Video âm nhạc và trình diễn

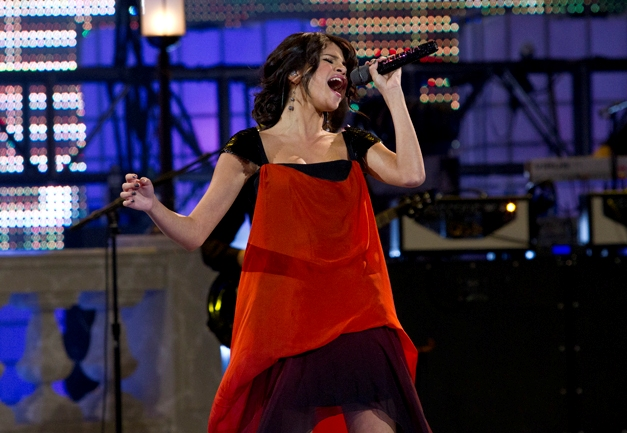
Gomez biểu diễn "Who Says" tại 2011 Much Music Video Awards (Photo: Tony Felgueiras)

MV được sản xuất bởi đạo diễn người Mỹ Chris Applebaum. 1 đoạn clip ngắn 8 giây đã được tiết lộ vào ngày 2 tháng 3 năm 2011, và MV chính được công chiếu trên VEVO ngày 11 tháng 3 năm 2011..

## Danh sách ca khúc
- Đĩa đơn CD

1. "Who Says" - 3:15
2. "Ghost of You" - 3:23

- Đĩa đơn iTunes / Đĩa đơn CD quảng bá ở Anh

1. "Who Says" - 3:15
2. "Who Says" (Instrumental) - 3:15

- EP Remix ở Úc

1. "Who Says" (Bimbo Jones Radio Remix) - 2:49
2. "Who Says" (Dave Audé Radio Remix) - 3:33
3. "Who Says" (Tony Moran and Warren Rigg Radio Remix) - 3:38

- EP Remix ở Anh

1. "Who Says" (Dave Audé Club Mix) - 7:07
2. "Who Says" (Bimbo Jones Club Mix) - 5:46
3. "Who Says" (Tony Moran & Warren Rigg Club Mix) - 7:24
4. "Who Says" (Joe Bermudez-Chico Club Remix) - 6:51
5. "Who Says" (SmashMode Extended Remix) - 5:41

## Xếp hạng và chứng nhận

### Xếp hạng
| Bảng xếp hạng (2011)                | Vị trí cao nhất |
| ----------------------------------- | --------------- |
| Úc (ARIA)                           | 51              |
| Áo (Ö3 Austria Top 40)              | 62              |
| Bỉ (Ultratip Flanders)              | 8               |
| Canada (Canadian Hot 100)           | 17              |
| Đức (GfK)                           | 44              |
| Ireland (IRMA)                      | 36              |
| New Zealand (Recorded Music NZ)     | 15              |
| Slovakia (IFPI)                     | 90              |
| Anh Quốc (OCC)                      | 51              |
| Mỹ Billboard Hot 100                | 21              |
| Mỹ Adult Contemporary (Billboard)   | 27              |
| Mỹ Adult Pop Songs (Billboard)      | 37              |
| Mỹ Hot Dance Club Songs (Billboard) | 1               |
| Mỹ Pop Songs (Billboard)            | 17              |

Chứng nhận
| Quốc gia | Chứng nhận |
| -------- | ---------- |
| Úc       | Gold       |
| Mỹ       | Platinum   |

Xếp hạng cuối năm
| Bảng xếp hạng (2011)                | Vị trí |
| ----------------------------------- | ------ |
| Mỹ Billboard Hot 100                | 78     |
| Mỹ Hot Dance Club Songs (Billboard) | 27     |
| Mỹ Digital Songs                    | 51     |